# Ostendorf (Bremervörde)
Ostendorf (plattdeutsch Oostendörp) ist eine niedersächsische Ortschaft im Elbe-Weser-Dreieck, die Teil der Stadt Bremervörde ist.

## Geografie
Ostendorf liegt inmitten des Elbe-Weser-Dreiecks im nördlichen Teil des Landkreises Rotenburg (Wümme) an der Oste und ist Bestandteil der Stadt Bremervörde. Der Ort besteht aus zwei Ortsteilen, dem historischen Ostendorf im Norden und Ottendorf im Süden.

### Nachbargemeinden
Zu den Nachbargemeinden gehören folgende Orte:
- Estorf
- Hollnseth
- Kranenburg
- Lamstedt

Nachbarorte innerhalb des Bremervörders Stadtgebiet sind Hönau-Lindorf, Iselersheim und Nieder Ochtenhausen.

### Geologie
Der komplette Untergrund des Orts ist Moorboden, da er sich im Vörder Moor, einem Außengebiet des Teufelsmoors befindet. Dieser ist besonders wasserhaltig da zwischen der Ortsstraße und der Oste ein klassisches Poldergebiet liegt. Der tiefste Punkt des Ortes sowie des Stadtgebietes von Bremervörde sind die Ostendorfer Wiesen mit etwa einem halben Meter unter dem Meeresspiegel. Erhebungen liegen im Ortsgebiet, abgesehen von den künstlich angelegten Deiche und Straßendämme, nicht vor.

### Gewässer

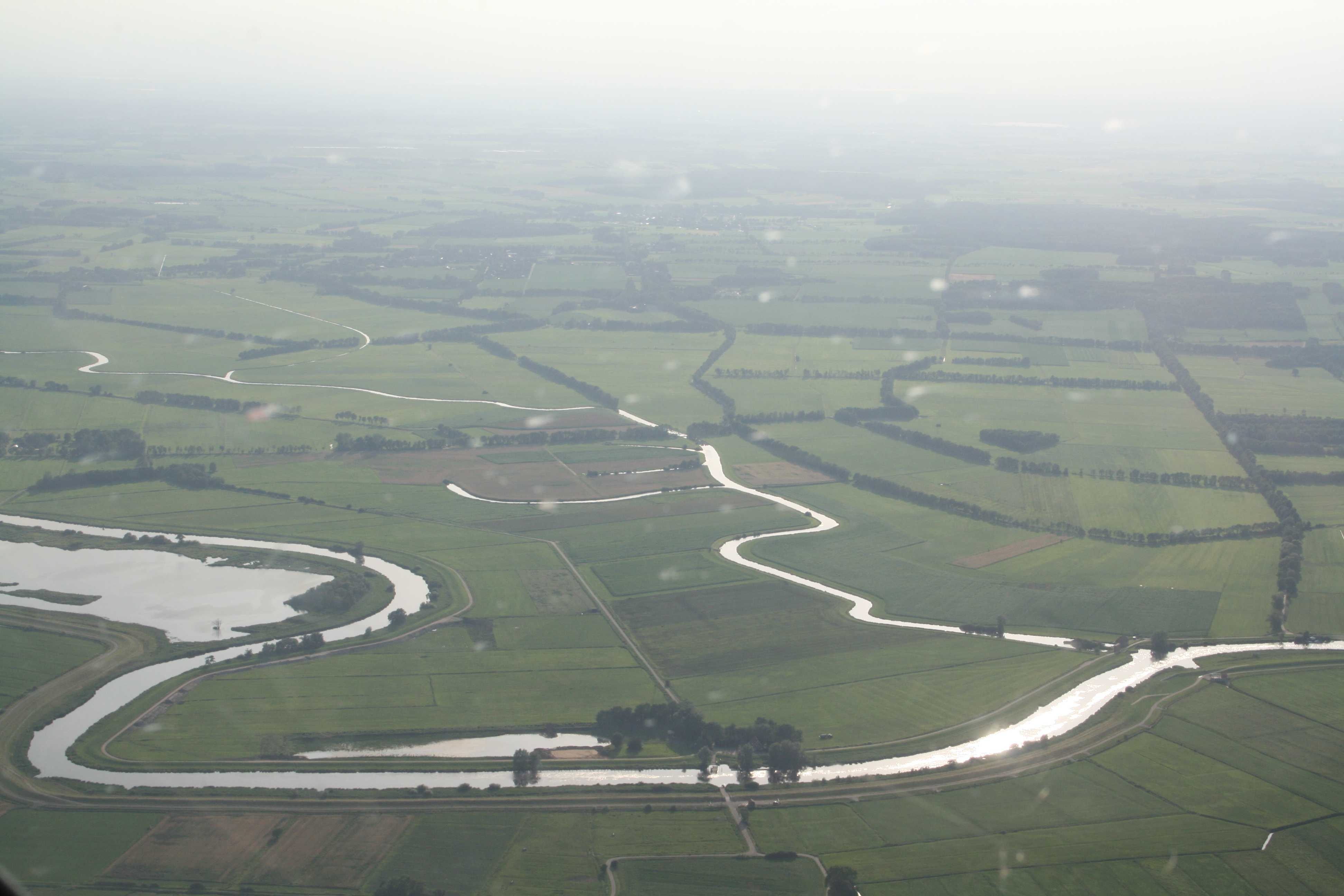
Mehemündung nordöstlich von Ostendorf

Durch das Ortsgebiet verlaufen die Oste, eine ehemalige Bundeswasserstraße, sowie viele weitere kleinere Flüsse und Bäche, die in die Oste münden. Die größten dieser sind der Hönau-Lindorf-Neundammer Schiffgraben, der Niederochtenhausener Schiffgraben, der Ostendorfer Schiffdammgraben, der Ottendorfer Entwässerungsgraben sowie die vier Staugräben. Zudem grenzt der Ort im Norden an die Mehe, welche kurz danach in die Oste mündet.

## Geschichte
Ostendorf wurde im Zuge der Moorkolonisierung durch Jürgen Christian Findorff im Jahr 1764 gegründet. Etwas später folgte auch die Gründung von Ottendorf. Im 20. Jahrhundert wurden die beiden Ortschaften zusammengefasst und bilden das heutige Ostendorf.
Am 1. März 1974 wurde die Gemeinde Ostendorf in die Stadt Bremervörde eingegliedert.

## Politik

### Wappen

Ostendorfer Wappen

Das Wappen zeigt auf silbernem Grund vier rote Rechtecke, von denen vier blaue geradlinige Streifen unter einem roten Balken hindurch führen. Alle vier Streifen enden an einem großen roten Rechteck, über dem ein gebogener und breiterer blauer Streifen verläuft.
Der rote Balken steht für die lange Ortsstraße, die Rechtecke symbolisieren die Ostendorfer Schöpfwerke. Von den kleineren Schöpfwerken verlaufen die vier Ostendorfer Staugräben, die allesamt in die vom blauen Streifen dargestellte Oste münden, durch das klassische Poldergebiet zum letzten großen Schöpfwerk.

### Ortsbürgermeister
Ortsbürgermeister ist Uwe Noetzelmann (SPD), der zu den Kommunalwahlen 2011 wiedergewählt wurde. Er ist zudem einziges ostendorfer Mitglied im Bremervörder Stadtrat. (Stand: 30. November 2012.)

### Ortsrat
Der Ortsrat, der den Ortsteil Ostendorf vertritt, setzt sich aus fünf Mitgliedern zusammen. Die Ratsmitglieder werden durch eine Kommunalwahl für jeweils fünf Jahre gewählt.
Bei der Kommunalwahl 2021 ergab sich folgende Sitzverteilung:
- Wählergemeinschaft Ostendorf (WGO): 5 Sitze

## Kultur und Sehenswürdigkeiten
Ostendorf ist ein typisches Moorhufendorf nach den Plänen von Jürgen Christian Findorff. Der Grundtyp der Häuser ist sehr gut erhalten geblieben und weist viele Gemeinsamkeiten mit den Dörfern im Teufelsmoor auf.

### Bauwerke

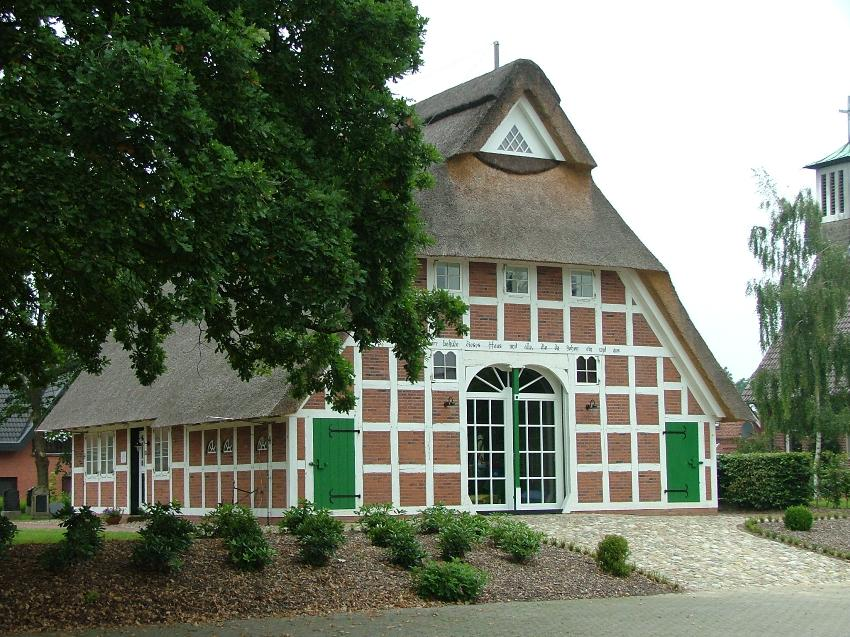
Findorff-Haus in Iselersheim

- Es sind einige alte Moorhäuser Ostendorfs erhalten geblieben: Dazu gehören die Wohn- und Wirtschaftsgebäude der Hausnummern 3, 4, 6, 7, 15, 21, 22, 25, 27, 31, 36, 48 und 51.
- Das Haus am See in Bremervörde, ein ehemaliges Gebäude von 1861, wurde 1984/86 in Ostendorf abgerissen und am Vörder See beinahe originalgetreu wiederaufgebaut. Es wird heute als Gaststätte und Veranstaltungsort genutzt.[5]
- Das Findorff-Hauses wurde von 2003/05 von Ostendorf nach Iselersheim versetzt und dient aktuell dem Iselersheimer Heimatverein als Ort für wechselnde Ausstellungen sowie einer dauerhaften Ausstellung über Jürgen Christian Findorff.[6]
- Hofanlage Ostendorfer Straße 27 von 1799 und um 1850 in Fachwerk

## Wirtschaft und Verkehr
Ein großer Teil der Bevölkerung ist in der Landwirtschaft tätig.

### Verkehr
Teil des Straßennetzes sind die Kreisstraßen 106 (Bremervörde-Ostendorf, Länge: 8,8 km) und 136 (Iselersheim-Ostendorf, Länge: 1,9 km). In den folgenden Jahren soll die geplante Bundesautobahn 22, inzwischen zur Bundesautobahn 20 umbenannt, errichtet werden. Hierbei würde die Trasse zwischen dem südlichen Ortsgebiet und dem Nachbarort Nieder Ochtenhausen verlaufen und danach die Oste per Brücke überqueren.
Im öffentlichen Personennahverkehr betreibt die Autobus Stoss GmbH die durch Ostendorf führenden Buslinien 811 und 812, welche in Bremervörde enden.

### Tourismus

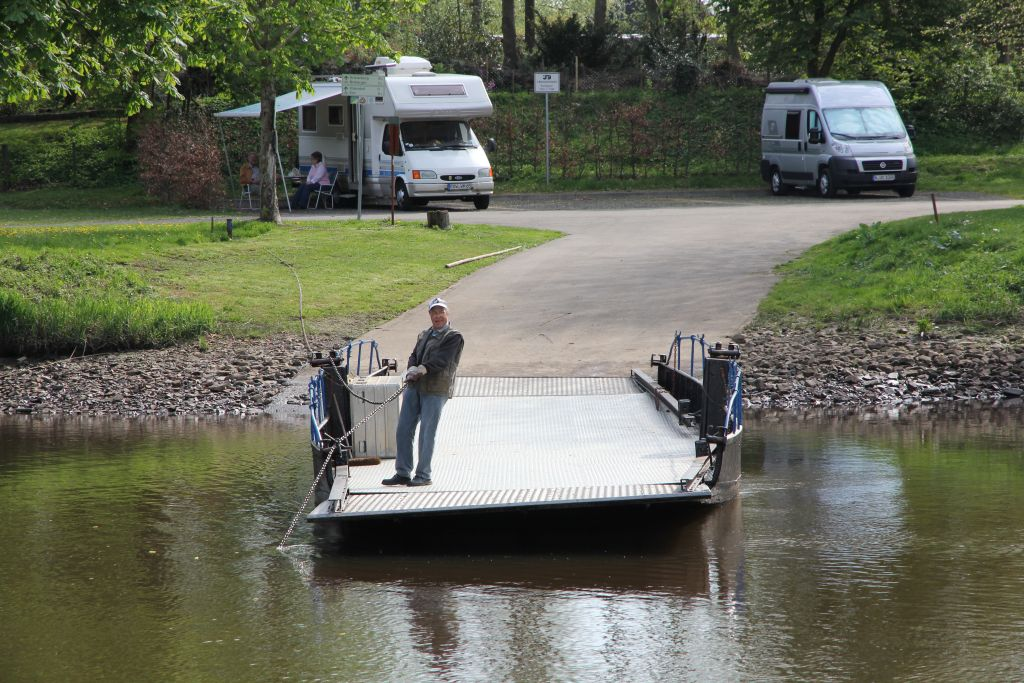
Gräpeler Prahmfähre

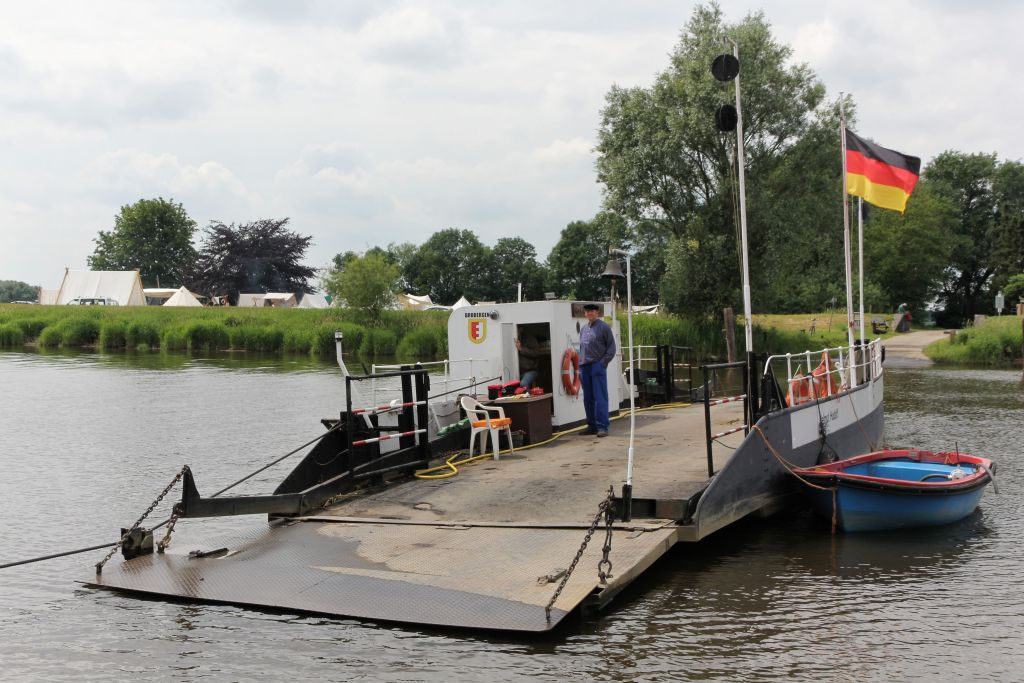
Broberger Fähre

Durch Ostendorf verläuft die Deutsche Fährstraße, sodass besonders im Sommer viele Radwanderer den Ort durchqueren. Als Anziehungspunkte fungieren hierbei die Gräpeler Prahmfähre, die Broberger Fähre sowie das Ostendorfer Melkhus. Darüber hinaus sind anlässlich der großen Vatertagsfete in Gräpel jedes Jahr zahlreiche Besucher zu verzeichnen.

## Infrastruktur
- Dorfgemeinschaftshaus mit Schießanlage
- Freiwillige Feuerwehr
- Sportplatz
- Kinderspielkreis in Iselersheim
- Findorff-Grundschule in Iselersheim
- Weiterführende Schulen in Bremervörde
- Bremervörder Anzeiger, Bremervörder Zeitung
- Abfallentsorgung geregelt durch das Bremervörder Rathaus

### Vereine
- Club Gemütlichkeit
- Freiwillige Feuerwehr
- Piepenclub
- Schützenverein Ostendorf
- SV Ostendorf

### Kirche
Die meisten der Einwohner sind in der evangelisch-lutherischen Kirchengemeinde Iselersheim. Gottesdienste finden in der Iselersheimer Findorff-Kirche statt. Der Friedhof befindet sich  im Norden von Iselersheim.

### Sport
Der SV Ostendorf betreibt den Kegelsport, die erste Mannschaft spielt zurzeit in der Kreisliga, die zweite und dritte Mannschaft in der 2. Kreisklasse.

## Persönlichkeiten
- Jürgen Christian Findorff (1720–1792), Moorkolonisator, Ortsgründer
- Diedrich Schnackenberg (1913–1989), Kapitän des Besanewers Friedrich, starb hier